# Sisyrinchium reitzii
Sisyrinchium reitzii är en irisväxtart som beskrevs av Robert Crichton Foster. Sisyrinchium reitzii ingår i släktet gräsliljor, och familjen irisväxter. Inga underarter finns listade i Catalogue of Life.